# Tecktonik
(Alexandre Baroudzin e Cyril Blanc)
Tecktonik (conosciuta anche come TCK) è un marchio registrato di abbigliamento, nato in Francia per opera di Alexandre Baroudzin e Cyril Blanc.
Spesso con il termine tecktonik si fa erroneamente riferimento allo stile di ballo chiamato electro dance; l'errore è dovuto al fatto che la marca di abbigliamento ha fatto da sponsor principale nei primi eventi electro dance.